# P. F. Sloan
Pour les articles homonymes, voir Sloan.
P. F. Sloan (né Philip Gary Schlein) est un auteur-compositeur-interprète américain, né le 18 septembre 1945 à New York et mort le 15 novembre 2015 à Los Angeles.
Sa famille déménage en Californie en 1957. Dans les années 1960, il entre comme auteur chez Dunhill Records et écrit plusieurs chansons pour The Turtles ou Barry McGuire, notamment la protest song Eve of Destruction.

## Biographie

### Les débuts
Sloan est né d'un père américain et d'une mère d'origine roumaine. Sa famille déménage à West Hollywood en 1957, où son père change son patronyme de « Schlein » en « Sloan ». En 1959, à l'âge de 14 ans, Flip Sloan enregistre un single, All I Want Is Loving / Little Girl in the Cabin, pour le label R&B Aladdin Records, mais très vite retiré.
Il fait partie de la nouvelle génération de la scène musicale de Los Angeles, obtenant un travail dans une équipe de parolier pour la plus importante maison de disques de la cote Ouest, Screen Gems. Il n'avait alors que 16 ans. Là, il s'associe avec Steve Barri, et le duo essaye d'enregistrer leur premier tube sous différent noms, tels que Philip and Stephan, the Rally-Packs, the Wildcats, the Street Cleaners, Themes Inc., et the Lifeguards. En 1963, ils retiennent l'attention du directeur de Screen Gems, Lou Adler. Il décide de les utiliser en tant que choriste et musiciens (Sloan en tant que guitariste et Barri, percussionniste) pour Jan and Dean, qu'il produit. Jan Berry utilise Sloan sur le tube du groupe The Little Old Lady from Pasadena, avec sa voix de fausset à la place de Dean Torrence. C'est à cette période que Sloan et Barri écrivent leur premier tube qui atteint le top 100, Kick That Little Foot Sally Ann, arrangé par Jack Nitzsche et chanté par Round Robin. Très vite, ils apparaissent également sur un titre de Bruce & Terry du groupe The Rip Chords, et enregistre leur propre single et album sous le nom The Fantastic Baggys.